# Communauté de communes des Rives du Cher
La Communauté de communes des Rives du Cher est une ancienne communauté de communes française, située dans le département du Cher.

## Histoire
- 28 décembre 1993 : création de la communauté de communes
- 24 janvier 1994 : création du bureau
- 19 juillet 2000 : changement d'intitulé d'une compétence
- 16 mai 2006 : extension de compétences (gestion et contrôle de l'assainissement non collectif)
- 2011 : suppression par fusion avec la communauté de communes des Portes du Boischaut pour former la nouvelle Communauté de communes Arnon Boischaut Cher  (CCD ABC)[1].

## Composition
Elle était composée des communes suivantes (4 du canton de Châteauneuf-sur-Cher et 1 du canton de Levet) :
1. Châteauneuf-sur-Cher
2. Corquoy
3. Lapan
4. Saint-Symphorien
5. Venesmes

## Compétences
- Développement et aménagement économique
  - Action de développement économique (Soutien des activités industrielles, commerciales ou de l'emploi, soutien des activités agricoles et forestières...) (à titre obligatoire)
  - Création, aménagement, entretien et gestion de zone d'activités industrielle, commerciale, tertiaire, artisanale ou touristique (à titre obligatoire)
  - Tourisme (à titre obligatoire)
- Développement et aménagement social et culturel
  - Construction ou aménagement, entretien, gestion d'équipements ou d'établissements culturels, socioculturels, socioéducatifs, sportifs (à titre optionnel)
- Énergie - Hydraulique (à titre facultatif)
- Environnement
  - Assainissement collectif (à titre facultatif)
  - Assainissement non collectif (à titre facultatif)
  - Collecte des déchets des ménages et déchets assimilés (à titre optionnel)
  - Politique du cadre de vie (à titre optionnel)
  - Protection et mise en valeur de l'environnement (à titre optionnel)
  - Traitement des déchets des ménages et déchets assimilés (à titre optionnel)
- Logement et habitat - Programme local de l'habitat (à titre optionnel)
- Création, aménagement, entretien de la voirie (à titre optionnel)